# Renato Goldenberg
Renato Goldenberg ( 1968- ) es un botánico brasileño. Se graduó en Ingeniería Agronómica en la Universidad de São Paulo, en 1990. Luego el maestrado y su doctorado en Biología Vegetal en la Universidad Estatal de Campinas, en 1994 y en 2000, y su postdoctorado en el New York Botanical Garden en 2007.
Actualmente vive en Curitiba, Brasil y es profesor asociado en la Universidad Federal de Paraná.

## Algunas publicaciones
- r. Goldenberg, l.c. Kollmann. 2010. A new species of Miconia (Melastomataceae: Miconieae) from Espírito Santo, Brazil. Blumea (Leiden) 55: 139-142
- marcelo Reginato, Fabián a. Michelangeli, r. Goldenberg. 2010. Phylogeny of (Melastomataceae, Miconieae): total evidence. Bot. J. of the Linnean Society 162 : 423-434
- f.s. Meyer, p.j.f. Guimaraes, r. Goldenberg. 2010. Tibouchina Aubl. (Melastomataceae) no Paraná, Brasil. Rodriguesia 61 : 615-638
- adriane esquivel Muelbert, isabela galarda Varassin, maria regina Torres Boeger, r. Goldenberg. 2010. Incomplete lateral anisophylly in Miconia and Leandra (Melastomataceae): inter- and intraspecific patterns of variation in leaf dimensions. The Journal of the Torrey Bot. Soc. 137 : 214-219
- m. Reginato, r. Goldenberg, j.f.a. Baumgratz. 2010. Taxonomic notes on Pleiochiton (Melastomataceae - Miconieae). Rodriguesia 61 : 115-117
- r. Goldenberg, m.k. Caddah, c.v. Martin. 2010. Taxonomic notes on South American Miconia (Melastomataceae). II. Rodriguesia 61 : S23-S28
- a.b. Martins, r. Goldenberg, j. Semir. 2009. Flora de Grão-Mogol, Minas Gerais: Melastomataceae. Boletim de Botânica 27 : 73-96

## Honores
- 2010	XVIII Evento de Inic. Científica da UFPR - Primer lugar (orientador)- Sesión de Botânica, UFPR
- 2006	XIV Evento de Inic. Científica da UFPR - Primer lugar (orientador)- Sesión de Botânica, UFPR
- 2005	XIII Evento de Inic. Científica da UFPR - Primer lugar (orientador)- Sesión de Botânica, UFPR
- 2002	X Evento de Inic. Científica da UFPR - Primer lugar (orientador)- Sesión de Botânica, UFPR
- 2002	VII Encontro do Talento Estudantil - Tercer lugar (coautor) - Categoría Graduando, Embrapa Recursos Genéticos e Biotecnologia.
- 2000	VIII Evento de Inic. Científica da UFPR - Primer lugar (orientador)- Sesión de Botânica, UFPR

### Epónimos
Especies
- (Arecaceae) Tibouchina goldenbergii F.S.Mey.[1]

- La abreviatura «R.Goldenb.» se emplea para indicar a Renato Goldenberg como autoridad en la descripción y clasificación científica de los vegetales.[2]